# Vadmyra Futsal 2011-2012
Questa voce raccoglie le informazioni riguardanti il Tiller Futsal nelle competizioni ufficiali della stagione 2011-2012.

## Stagione
Il Vadmyra, neopromosso in Futsal Eliteserie, ha affrontato il primo campionato nella massima divisione locale nella stagione 2011-2012. La squadra ha chiuso l'annata al 3º posto finale.

## Rosa
| N° | Naz.                | Ruolo | Sportivo              | Anno     |  |  |
| -- | ------------------- | ----- | --------------------- | -------- |  |  |
|    | Norvegia (bandiera) | UNI   | Harald Haltvik        | 27.12.87 |  |  |
|    | Norvegia (bandiera) | UNI   | Sivert Lund           | 28.01.87 |  |  |
|    | Norvegia (bandiera) | PIV   | Stig Hopsdal          | 21.01.87 |  |  |
|    | Norvegia (bandiera) | PIV   | Kristoffer Stephensen | 01.06.91 |  |  |
|    | Norvegia (bandiera) |       | André Haaland         | 14.06.84 |  |  |
|    | Norvegia (bandiera) |       | Jonas Moen Rye        | 14.09.90 |  |  |
|    | Norvegia (bandiera) |       | Eirik Spord           |          |  |  |
|    | Norvegia (bandiera) |       | Øyvind Spord          |          |  |  |
|    | Norvegia (bandiera) |       | Jerad Suren           |          |  |  |
|    | Norvegia (bandiera) |       | Mats Wedervang        |          |  |  |
|    | Norvegia (bandiera) |       | Jahn-Ove Wiik         | 20.05.82 |  |  |

## Risultati

### Eliteserie

#### Girone di andata
| Oslo 3 dicembre 2011, ore 10:00 1ª giornata | Vadmyra | 1 – 7 referto | Vegakameratene | KFUM-Hallen\| Arbitro: \| Ølmheim \| |
| Arbitro:                                    | Ølmheim |               |                |                                      |

| Oslo 3 dicembre 2011, ore 18:45 2ª giornata | Solør   | 3 – 2 referto | Vadmyra | KFUM-Hallen\| Arbitro: \| Ølmheim \| |
| Arbitro:                                    | Ølmheim |               |         |                                      |

| Oslo 4 dicembre 2011, ore 12:45 3ª giornata | Tiller  | 6 – 3 referto | Vadmyra | KFUM-Hallen\| Arbitro: \| Krokdal \| |
| Arbitro:                                    | Krokdal |               |         |                                      |

| Kristiansand 15 gennaio 2012, ore 16:00 4ª giornata | Høllen  | 1 – 2 referto | Vadmyra | Gimlehallen\| Arbitro: \| Hanssen \| |
| Arbitro:                                            | Hanssen |               |         |                                      |

| Kristiansand 15 gennaio 2012, ore 10:15 5ª giornata | Vadmyra | 5 – 4 referto | KFUM Oslo | Gimlehallen\| Arbitro: \| Hanssen \| |
| Arbitro:                                            | Hanssen |               |           |                                      |

| Kristiansand 14 gennaio 2012, ore 14:15 6ª giornata | Vadmyra | 4 – 4 referto | Horten | Gimlehallen\| Arbitro: \| Ølmheim \| |
| Arbitro:                                            | Ølmheim |               |        |                                      |

| Fyllingsdalen 28 gennaio 2012, ore 13:00 7ª giornata | Vadmyra  | 3 – 1 referto | Holmlia | Framohallen B\| Arbitro: \| Grønevik \| |
| Arbitro:                                             | Grønevik |               |         |                                         |

| Kongsvinger 28 gennaio 2012, ore 20:00 8ª giornata | Vadmyra   | 7 – 6 referto | Kongsvinger | Tråstadhallen\| Arbitro: \| Rønningen \| |
| Arbitro:                                           | Rønningen |               |             |                                          |

| Fyllingsdalen 29 gennaio 2012, ore 12:45 9ª giornata | Vadmyra   | 0 – 6 referto | Nidaros | Framohallen B\| Arbitro: \| Rønningen \| |
| Arbitro:                                             | Rønningen |               |         |                                          |

#### Girone di ritorno
| Stjørdal 18 febbraio 2012, ore 13:00 10ª giornata | Holmlia       | 0 – 4 referto | Vadmyra | Stjørdalshallen A\| Arbitro: \| Thorsø Hansen \| |
| Arbitro:                                          | Thorsø Hansen |               |         |                                                  |

| Stjørdal 19 febbraio 2012, ore 15:30 11ª giornata | Kongsvinger  | 2 – 6 referto | Vadmyra | Stjørdalshallen A\| Arbitro: \| Rafiq (Oslo) \| |
| Arbitro:                                          | Rafiq (Oslo) |               |         |                                                 |

| Stjørdal 18 febbraio 2012, ore 18:15 12ª giornata | Nidaros  | 7 – 3 referto | Vadmyra | Stjørdalshallen B\| Arbitro: \| Pedersen \| |
| Arbitro:                                          | Pedersen |               |         |                                             |

| Oslo 10 marzo 2012, ore 14:30 13ª giornata | Vadmyra  | 5 – 4 referto | Høllen | KFUM-Hallen\| Arbitro: \| Sandberg \| |
| Arbitro:                                   | Sandberg |               |        |                                       |

| Oslo 11 marzo 2012, ore 12:00 14ª giornata | KFUM Oslo | 2 – 5 referto | Vadmyra | KFUM-Hallen\| Arbitro: \| Myklebust \| |
| Arbitro:                                   | Myklebust |               |         |                                        |

| Oslo 10 marzo 2012, ore 18:00 15ª giornata | Horten    | 3 – 2 referto | Vadmyra | KFUM-Hallen\| Arbitro: \| Rønningen \| |
| Arbitro:                                   | Rønningen |               |         |                                        |

| Oslo 24 marzo 2012, ore 13:30 16ª giornata | Vegakameratene  | 1 – 3 referto | Vadmyra | Ekeberg Idrettshall B\| Arbitro: \| Kiil Andreassen \| |
| Arbitro:                                   | Kiil Andreassen |               |         |                                                        |

| Oslo 24 marzo 2012, ore 18:15 17ª giornata | Vadmyra   | 1 – 1 referto | Solør | Ekeberg Idrettshall B\| Arbitro: \| Rønningen \| |
| Arbitro:                                   | Rønningen |               |       |                                                  |

| Oslo 25 marzo 2012, ore 12:45 18ª giornata | Vadmyra | 6 – 3 referto | Tiller | Ekeberg Idrettshall C\| Arbitro: \| Hussain \| |
| Arbitro:                                   | Hussain |               |        |                                                |